# Château de Petite-Somme
 (novembre 2018).
Si vous disposez d'ouvrages ou d'articles de référence ou si vous connaissez des sites web de qualité traitant du thème abordé ici, merci de compléter l'article en donnant les références utiles à sa vérifiabilité et en les liant à la section « Notes et références ».
Le château de Petite-Somme, situé à Septon (section de la commune de Durbuy) en province belge de Luxembourg, est un château de style néo-gothique datant du XIXe siècle situé à l'emplacement d'un ancien château du XIe siècle.